# Рівнина Утопія
Utopia Planitia — найбільший ударний басейн з-поміж усіх виявлених та підтверджених як на Марсі так і в усій Сонячній системі із діаметром, який оцінюється у 3300 км, і є тим регіоном, у якому висадився космічний апарат Viking 2, де він і розпочав свою дослідницьку роботу 3 вересня 1976 року. 

## Загальна характеристика
Utopia Planitia розташована за координатами, які є майже протилежними до тих, за якими розташована Argyre Planitia. Її центр розміщений у точці 49°42′ пн. ш. 118°00′ сх. д. / 49.7° пн. ш. 118.0° сх. д.. Рівнина пролягає частково у марсіанському квадранглі Casius, а частково — у квадранглі Cebrenia.
Чимало скель на рівнині Utopia видаються такими, що звисають у повітрі, так, наче вітром здуло майже весь ґрунт при їхній основі. Тверда поверхнева кірка утворюється завдяки розчинам мінералів, які піднімаються вгору крізь шар ґрунту і на поверхні випаровуються. В окремих місцях на поверхні можна помітити особливий тип рельєфу, який називають «фестончастим рельєфом» (англ. scalloped topography) — поверхня в таких місцях видається вирізьбленою за допомогою черпачка для морозива. Вважається, що така поверхня формується внаслідок руйнування шару вічної мерзлоти, багатої на лід, який випаровується з плином часу.

## Популярна культура
У медіа-франшизі під назвою Зоряний шлях, Utopia Planitia — як на марсіанській поверхні, так і на аеросинхронній орбіті понад нею — є місцем розташування найбільшого порту та пристані для космічних кораблів Об'єднаної Федерації Планет. Тут були побудовані такі кораблі, як USS Enterprise-D, USS Defiant, USS Sao Paulo, USS Voyager, та USS Enterprise-F.
Пісня гурту The Flaming Lips під назвою «Approaching Pavonis Mons by Balloon (Utopia Planitia)» вийшла 2002 року в складі альбому Yoshimi Battles the Pink Robots.